# Če ti ni kaj prav, se pa izseli!
Če ti ni kaj prav, se pa izseli! je zbirka esejev slovenskega pisatelja Miha Mazzinija. V njej je izbor besedil, ki jih je avtor kot kolumne objavljal na portalu Planet Siol.net v letih 2010 in 2011.
Knjiga je izšla leta 2011. Vsebina knjige je v celoti dostopna na portalu Siol.